# Zaravína
Zaravína, en grec moderne : Ζαραβίνα, est un village du dème de Pogóni, district régional d'Ioánnina, en Épire, Grèce.
Selon le recensement de 2011, la population du village compte 99 habitants.